# Медея
Меде́я (др.-греч. Μήδεια, ион. Μηδείη; от μήδεα — «мысль, намерение, замысел», далее от μέδω — «обдумывать, замышлять»; груз. მედეა) — в древнегреческой мифологии царевна из страны Эета, западногрузинского царства Колхиды, волшебница, легендарная основательница медицины и возлюбленная аргонавта Ясона.
Влюбившись в Ясона, она помогла ему завладеть золотым руном, убила собственного брата и бежала с аргонавтами из Эеты (Колхиды) в Грецию. Когда же её любимый впоследствии задумал жениться на другой, Медея погубила соперницу, убила двух своих детей от Ясона и скрылась на крылатой колеснице, посланной её дедом, богом Гелиосом.
Возможно, была более молодой тезкой царевны города Эфира из Арголиды (мачехи Тесея), с которой до аргонавтики встречался один из аргонавтов Тесей, впоследствии встретившийся и с более известной — Медеей, дочерью царя Аэта.

## Миф
Медея была дочерью колхидского царя Ээта и океаниды Идии, внучкой бога Гелиоса, племянницей Цирцеи (либо дочерью Ээта и Клитии), волшебницей, а также жрицей (или даже дочерью) Гекаты.

### Встреча с Ясоном

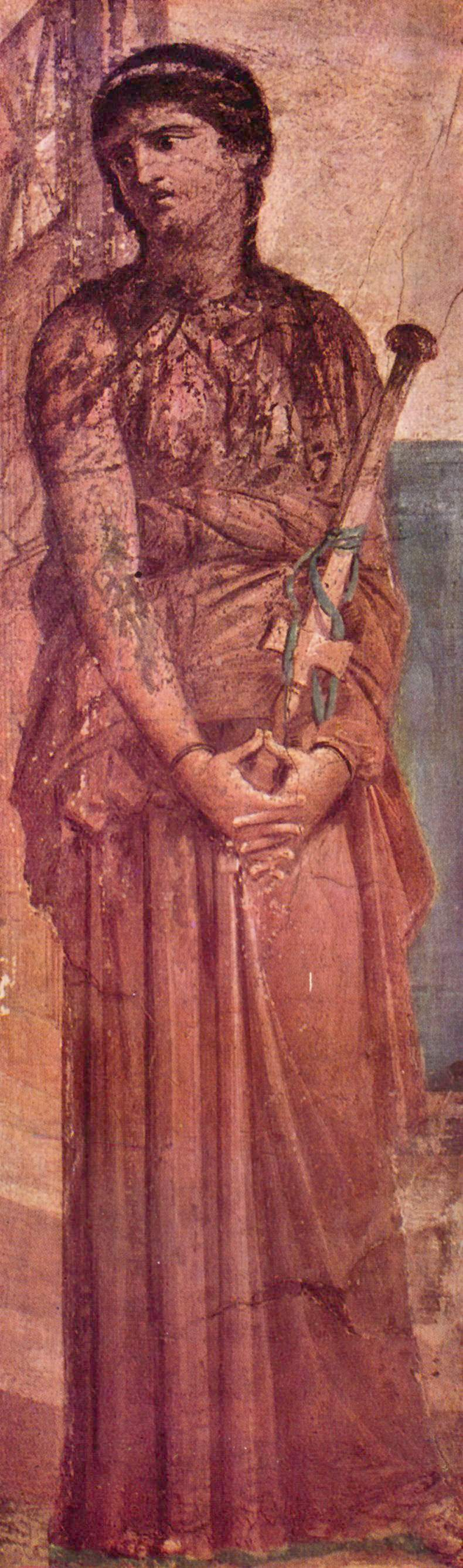
Медея. Фрагмент фрески в Геркулануме

Полюбив предводителя аргонавтов Ясона, она с помощью волшебного зелья помогла ему завладеть золотым руном и выдержать испытания, которым его подверг её отец. Вначале Ясон должен был вспахать поле упряжкой огнедышащих волов и засеять его зубами дракона, которые выросли в армию воинов. Предупреждённый Медеей, Ясон бросил в толпу камень, и воины начали убивать друг друга (ср. Кадм). Затем Медея с помощью своих трав усыпила дракона, охранявшего руно, и её возлюбленный, таким образом, смог его похитить. (Некоторые версии мифа утверждают, что Медея влюбилась в Ясона только благодаря прямому приказу Геры Афродите — богиня хотела, чтобы герою, которому она покровительствовала, кто-нибудь помог добыть руно). Пиндар называет её спасительницей аргонавтов.

### Плавание на «Арго»
После похищения руна Медея бежала с Ясоном и аргонавтами и взяла с собой своего младшего брата Апсирта. Когда корабль отца начал настигать «Арго», Медея убила брата и расчленила его тело на несколько кусков, побросав их в воду — она знала, что Ээту придётся задержать судно, чтобы подобрать останки тела сына. (Другой вариант: Апсирт не бежал с Медеей, а возглавил колхов, гнавшихся за аргонавтами. Колдунья заманила брата в ловушку, и Ясон убил его.)
Излечила аргонавта Аталанту, которая была серьёзно ранена. На борту корабля вышла замуж за Ясона, так как феаки требовали выдать беглянку, если только она ещё не стала его супругой. Затем судно сделало остановку на острове тётки Медеи — Цирцеи, которая провела обряд их очищения от греха убийства. Напророчила Евфему, кормчему «Арго», что однажды в его руках окажется власть над Ливией, — предсказание осуществилось через Батта, его потомка. В Италии Медея научила марсов заклинаниям и лекарствам от змей (см. Ангиция).
Затем корабль попытался причалить к острову Крит, который охранялся бронзовым человеком по имени Талос. У него была одна-единственная вена, которая проходила от лодыжки до шеи и затыкалась бронзовым гвоздём. По Аполлодору, аргонавты убили его так: Медея опоила Талоса травами, и внушила ему, что сделает его бессмертным, но для этого ей надо вынуть гвоздь. Она его вынула, весь ихор вытек, и гигант умер. Вариант — Талоса убил из лука Пеант, другая версия — Медея свела Талоса с ума волшебством, и он сам выдернул гвоздь. Таким образом, корабль наконец смог причалить.
Когда аргонавты наконец добрались до Иолка, ради трона которого Ясон добывал золотое руно, там все ещё правил его дядя Пелий. Он отказался уступить племяннику власть. Дочери Пелия, обманутые Медеей, убили своего отца. Обман был такой: волшебница сказала царевнам, что они могут превратить старика в молодого человека, если разрежут его и бросят в кипящий котёл (и продемонстрировала им это, зарезав и воскресив барана). Они поверили ей, убили своего отца и разрезали его, но Пелия Медея воскрешать, в отличие от демонстрационного ягнёнка, уже не стала.
Овидий подробно описывает, как она готовила зелье для Эсона, которому всё же вернула молодость. По просьбе Диониса вернула молодость его кормилицам. По версии, вернула молодость также Ясону. Согласно рационалистическому истолкованию мифа, Медея изобрела краску для волос, что омолаживало стариков.
После убийства Пелия Ясон и Медея были вынуждены сбежать в Коринф.

### В Коринфе

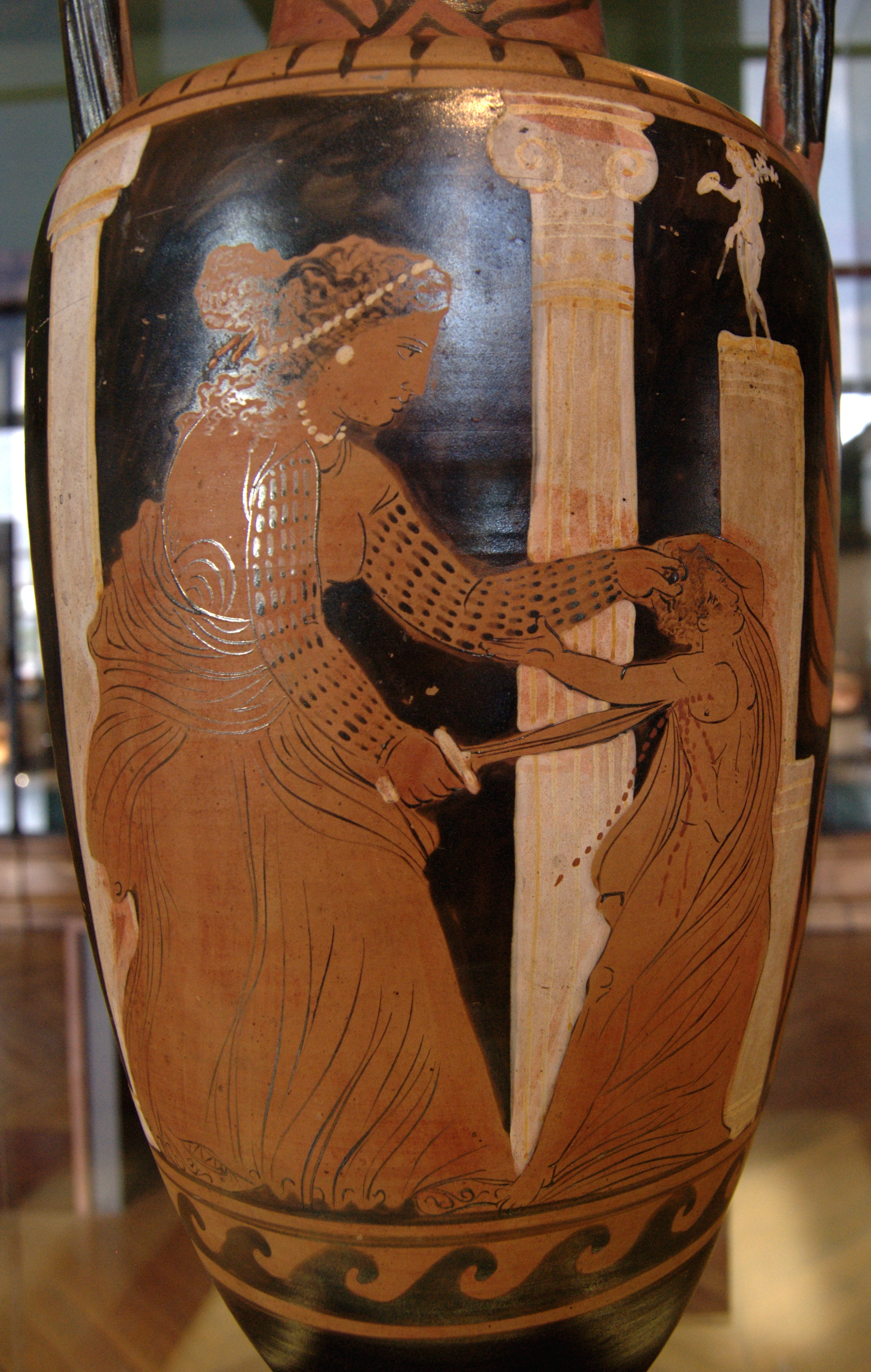
Вазописец Иксиона. «Медея убивает одного из своих сыновей», 330 г. до н. э., Лувр

Дальше у мифа существует несколько версий.
В Коринфе она прекратила голод, принеся жертвы Деметре и лемнийским нимфам, её полюбил Зевс, но она отвергла его, за что Гера обещала бессмертие её детям, которых коринфяне почитали как миксобарбаров (полуварваров). Феопомп рассказывал о любви Медеи и Сисифа. Согласно поэме Евмела, Ясон и Медея царствовали в Коринфе. Когда у Медеи рождались дети, она скрывала их в святилище Геры, думая сделать их бессмертными. Она была изобличена Ясоном, тот уехал в Иолк, и Медея удалилась, передав власть Сисифу. По Еврипиду и Сенеке, она убила своих двоих детей, которых они не называют по имени.
Согласно одному из подвариантов (историку Дидиму), царь Коринфа Креонт решил выдать за Ясона свою дочь Главку (вариант: Креусу) и убедил его оставить Медею. В свою очередь, Медея отравила Креонта и сбежала из города, но своих детей захватить с собой не смогла, и они были из мести убиты коринфянами.
Согласно более распространённому варианту, брошенная Медея пропитала волшебными травами роскошный пеплос и послала отравленный подарок сопернице. Когда царевна надела его, платье немедленно вспыхнуло, и Главка сгорела заживо вместе с отцом, который пытался её спасти. Затем Медея собственноручно убила своих сыновей от Ясона (Мермера и Ферета) и скрылась на посланной её дедом Гелиосом (или Гекатой) крылатой колеснице, запряжённой драконами.
Этот сюжет был популяризирован Еврипидом: драматург внёс психологическую мотивацию в убийство Медеей своих детей, показав, что она не была ни варваром, ни сумасшедшей, а совершила этот поступок, потому что это было лучшим способом причинить Ясону боль. (Современные писателю злые языки утверждали, что Еврипид приписал убийство мальчиков их матери, а не коринфянам, как было раньше, за огромную взятку в 5 талантов, нацеленную на очищение доброго имени города).
Сбежав от Ясона, Медея направилась в Фивы, где она исцелила Геракла (также бывшего аргонавта) от безумия после убийства им детей. В благодарность герой разрешил ей остаться в городе, но разъярённые фиване против его воли изгнали волшебницу и убийцу из своих стен.

### В Афинах
Затем Медея оказалась в Афинах и стала женой царя Эгея. В Афинах она была привлечена к суду Гиппотом, сыном Креонта из Коринфа, и оправдана. Она родила Эгею сына Меда.
Их семейная идиллия была разрушена появлением Тесея — наследника царя, зачатого им втайне и выросшего в Трезене. Тесей приехал к отцу инкогнито, и тот не знал, кем ему приходится юноша. Медея, почувствовав угрозу наследия своему сыну, убедила Эгея убить гостя. Царь угостил Тесея кубком с отравленным вином, но прежде чем гость успел поднести его к губам, Эгей увидел у него на поясе свой меч, который он оставил матери Тесея для своего первенца. Он выбил кубок с ядом из рук сына. Медея вместе с сыном Медом скрылась из Афин прежде, чем начались неприятности.

### Дальнейшая судьба Медеи
Затем Медея вернулась на родину, в Колхиду (либо изгнана из Афин некоей жрицей Артемиды, уличённая как колдунья), на упряжке драконов. По пути она освободила город Абсориду от змей.
На родине она обнаружила, что её отец свергнут своим братом Персом, захватившим власть. Волшебница быстро устраняет эту несправедливость, убив родного дядю-убийцу руками своего сына Меда, и восстанавливает царство своего отца во главе с Медом. Затем Мед завоёвывает значительную часть Азии. (Вариант: Мед погиб в походе против индов, Медея убивает Перса сама и возвращает на престол своего отца Ээта).
По другому рассказу, уличённая в злоумышлении против Тесея, она бежала из Афин и с сыном Медом явилась в страну Ария, дав название её жителям — меды. По Гелланику, этого сына (от Ясона) звали Поликсен.
По некоторым данным она царствовала в Мидии вместе с Ясоном и ввела ношение одежды, закрывающей тело и лицо.

### После смерти
Некоторые легенды рассказывают о том, что на Островах блаженных Медея вышла замуж за Ахилла (эту версию упоминали Ивик [фр. 291 Пейдж], Симонид [558 Пейдж] и схолиаст Аполлония). Другие повествуют о том, что богиня Гера наделила Медею даром бессмертия за то, что она сопротивлялась ухаживаниям Зевса.
Жрец в Сикионе, принося жертвы ветрам над четырьмя ямами, произносил заклинания Медеи. Её стал почитать богиней Гесиод.

### Две Медеи
Хронологические несостыковки позволяют предположить некоторым исследователям, что в древнегреческой мифологии могло быть два женских персонажа с этим именем. Это связано, в первую очередь, с взаимоотношениями Медеи с Тесеем:
- Медея появилась в Греции после похода за Золотым Руном
- Тесей был аргонавтом, и ушёл в поход за Золотым Руном после того, как Эгей признал его сыном (и Медея попыталась его убить)

Таким образом, оказывается, что Медея присутствовала в Афинах до похода за Золотым Руном. Или же это была другая Медея. Противоречие сглаживается, если принять, что Тесей не принимал участие в походе аргонавтов (многие классики и не включают его в список) и, таким образом, сначала был поход, а потом прибытие Тесея в Афины.

## Семантика

### Толкование образа
Мифы, повествующие о судьбе Ясона, неотъемлемо связаны с женским образом Медеи. Согласно одной из концепций, специалисты считали их частью мифологического пласта, являющегося частью легенд, рассказывавших об эллинах далёкого героического века (до Троянской войны), столкнувшихся с догреческими пеласгическими культурами материковой Греции, побережья Эгейского моря и Анатолии. Ясон, Персей, Тесей и, прежде всего, Геракл, явились такими пограничными фигурами, балансировавшими между старым миром шаманов, хтонических божеств земли, архаического матриархата, Великой Богини, и — наступающим в Греции новым бронзовым веком.
Такие черты образа Медеи, как её способность оживлять мёртвых, летать по небесам и так далее, позволяют предположить, что первоначально она почиталась как богиня. Вероятно, в её образе слились следующие черты:
1. Почитавшейся в древнегрузинской мифологии лесной богини охоты Дали (она соблазняла охотников, и убивала их из ревности)
2. колдуньи фессалийских сказок (Иолк, Фессалия — родина Ясона и центр рассказов о нём)
3. героини коринфского эпоса, в котором Медея и её отец Ээт считались выходцами из Коринфа

## Образ Медеи в искусстве

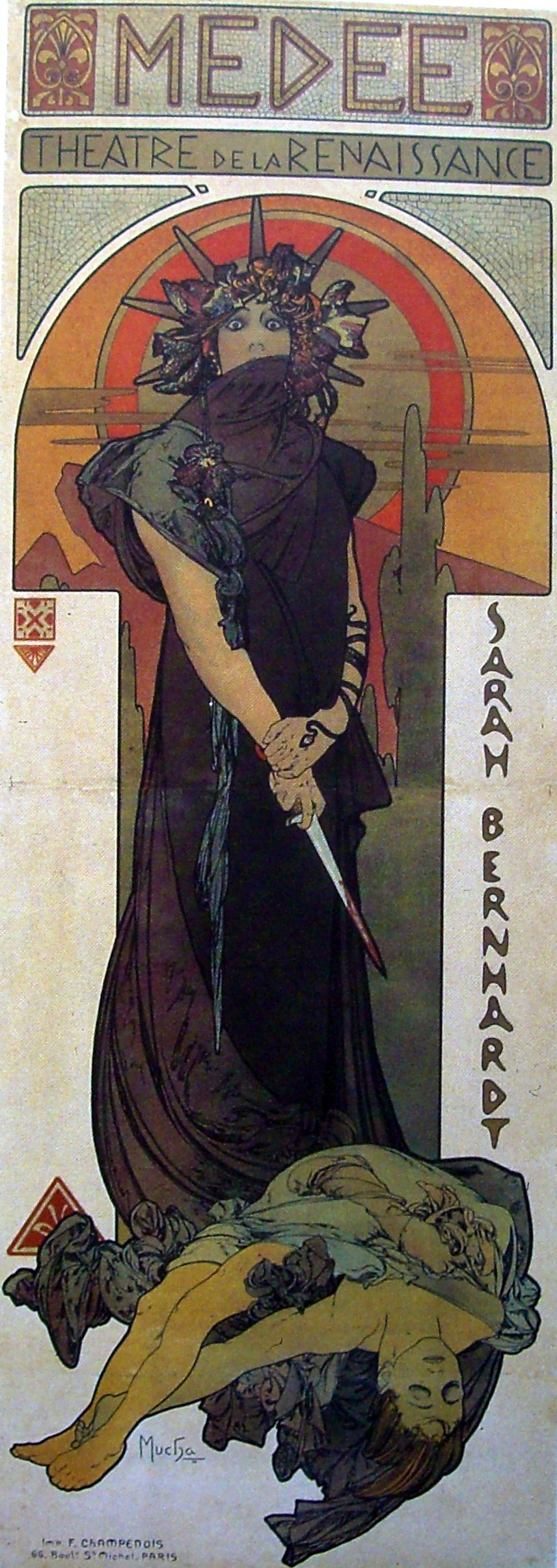
Сара Бернар в роли колхидской волшебницы в пьесе Катюля Мендеса на плакате Альфонса Мухи «Медея»

### Музыка
- Франческо Кавалли — опера «Ясон» (Giasone, 1649)
- Марк-Антуан Шарпантье — музыкальная трагедия «Медея», 1693
- Жан-Филипп Рамо — кантата «Медея»
- Родольф, Жан-Жозеф — Ясон и Медея (балет), 1763 год, Штутгарт, первая постановка Ж.-Ж. Новерра, там же; эта постановка стала предвестником всего современного классического балета
- Иржи Бенда — мелодрама «Медея», 1775
- Луиджи Керубини — опера «Медея», 1797
- Симон Майр — опера «Медея в Коринфе» (исп.1813)
- И. Г. Науман, «Медея»
- Саверио Меркаданте — опера «Медея» (1851)
- Э. Кшенек — «Медея»
- Д. Мийо — опера «Медея», 1939
- Самуэл Барбер — Medea Ballet Suite Op. 23, Medea’s Meditation & Dance of Vengeance (1946)
- Фридхельм Дёль — опера «Медея» (1987/1990)
- Паскаль Дюсапен — опера «Медея-материал», либретто Хайнера Мюллера (1990)
- Chamber Made — опера «Медея», 1993
- мюзикл «Marie Christine» на сюжет Медеи, но в Новом Орлеане XIX в. и вуду
- Микис Теодоракис — опера «Медея» (1988—1990)
- Балет Джона Ноймайера «Медея» на музыку Баха, Бартока, Шнитке (1990)
- Рольф Либерман — опера «Медея» (1995)
- Оскар Страсной — опера «Мидея» (2000)
- группа «Зломрак» — песня «Медея»
- группа Хорги — песня «Медея»
- группа Insomnium — песня «Medeia»
- Тамара Гвердцители — «Медея» (песня на грузинском языке)
- песня Виены Тенг «My Medea»
- Балет Анжелена Прельжокажа «Сон Медеи» на музыку Мауро Ланцы (2004)
- A Filetta — «Медея» (2006, на корсиканском языке)
- Rockettothesky — альбом «Medea» (2008)
- Казахстанский певец Беркут — Медея (2008)
- Панк-опера «Медея. Эпизоды». (Постановка: Джулиано Ди Капуа, Медея: Илона Маркарова, монологи: Лёха Никонов, поэма «Медея», музыка: «Uniquetunes», «Последние Танки В Париже», Андрей Сизинцев, Духовое трио: Эмиль Яковлев, Леон Суходольский, Сергей Смирнов, Санкт-Петербург, 2010)
- Ариберт Райман — опера «Медея» (2010)
- Алина Новикова (композитор) и Дарья Жолнерова (реж.), Санкт-Петербург — опера «Медея» (2011)
- Alai Oli — Медея (2013)
- Ex Libris (группа) — альбом Medea (Ex Libris) (2014)
- Ierophania & Fanum - Medea

### Живопись
- картины Веронезе, Пуссена, Ван Лоо, Гверчино, Г.Моро, А. Фейербаха
- «Медея убивает своих детей» — картина Делакруа
- «Медея», картина Ф. Сэндиса
- «Медея» — плакат чешского художника Альфонса Мухи, изображающий одну из сцен одноимённой трагедии Катюля Мендеса

### Скульптура
- Медея с золотым руном — памятник в г. Батуми (Грузия).
- Медея — скульптура в г. Пицунде (Абхазия). Автор Мераб Бердзенишвили.

### Кинематограф
- 1963: «Ясон и аргонавты» / «Jason and the Argonauts», в роли Медеи — Нэнси Ковак
- 1969: «Медея» — фильм Пьера Паоло Пазолини, в гл. роли Мария Каллас
- 1986: «Весёлая хроника опасного путешествия» — фильм Евгения Гинзбурга, в роли Медеи — Лика Кавжарадзе
- 1978: «A Dream of Passion» — фильм Жюля Дассена, где Мелина Меркури — актриса, играющая роль Медеи — разыскивает свою мать (Эллен Бёрстин), за убийство детей отбывающую срок в тюрьме
- 1988: «Медея» — телевизионный фильм Ларса фон Триера по сценарию Карла Теодора Дрейера «Медея», в роли Медеи — Kirsten Olesen
- 2000: «Jason and the Argonauts», фильм телеканала Hallmark, в роли Медеи — Джолин Блэлок
- 2005: «Medea» — телесериал Тео ван Гога, в роли Медеи — Катя Схюрман
- 2007: «Medea Miracle» — фильм Тонино Де Бернарди, в главной роли — Изабель Юппер
- 2009: «Медея» — фильм Натальи Кузнецовой, в роли Медеи — Лилиан Наврозашвили

см. Медея (фильм)
- Медея является в образе призванного слуги класса Кастер в визуальной новелле «Судьба: ночь схватки» (2004) и серии аниме-экранизаций: Fate/Stay Night (2006), Fate/Stay Night Movie: Unlimited Blade Works (2010), Fate Stay night: Unlimited Blade Works (2015), Fate/stay night Movie: Heaven’s Feel (2017)
- 2014: «Настоящий детектив» — в 6 серии герои Мэттью Макконахи и Вуди Харрельсона расследуют «Дело Медеи»: мать-наркоманка признаётся в убийстве собственного ребёнка.
- 2015 В фэнтезийно-историческом сериале «Олимп» царица Медея является женой Эгея.
- 1996 В сериале «Удивительные странствия Геракла» Медея помогает молодому Гераклу, Ясону и Иолаю убить Гидру.
- 2021: Александр Зельдович "Медея".

## Интересные факты
- «Комплекс Медеи» — иногда употребляемое название расстройства у женщин, в особенности разведённых, убивающих своих детей или причиняющих им боль.
- Генетическая манипуляция Maternal effect dominant embryonic arrest[англ.] (аббревиатура Medea) названа в честь этого мифического персонажа.
- В честь Медеи назван астероид (212) Медея, открытый в 1880 году.